# Зведена довжина
Зве́дена довжина́ — величина, що вимірюється в одиницях довжини і умовно вводиться для опису фізичного об'єкта в тих чи інших задачах, але, можливо, не пов'язана безпосередньо з його розміром. Найчастіше використовується стосовно фізичного маятника.

## Фізичний маятник
У цьому випадку під зведеною довжиною розуміють довжину математичного маятника, період коливань якого дорівнює періоду коливань досліджуваного фізичного маятника.
Її обчислюють як 
{\displaystyle l={\frac {I}{ma}}},
де {\displaystyle I} — момент інерції даного фізичного маятника відносно точки підвісу, {\displaystyle m} — маса, {\displaystyle a} - відстань від точки підвісу до центра мас.

## Інші ситуації
В інших галузях фізики і механіки сенс терміна «зведена довжина» ніяк не пов'язаний з його сенсом у разі маятника. Так, стосовно рідинного ракетного двигуна — це відношення об'єму камери згоряння до критичного перерізу до площі критичного перерізу цієї камери. В теорії опору матеріалів використовується «зведена довжина стрижня» (див. гнучкість стрижня) {\displaystyle \nu L}, де {\displaystyle L} — реальна довжина, {\displaystyle \nu } — множник, який визначається умовами закріплення кінців.